# Pfarrkirche Hinterbrühl

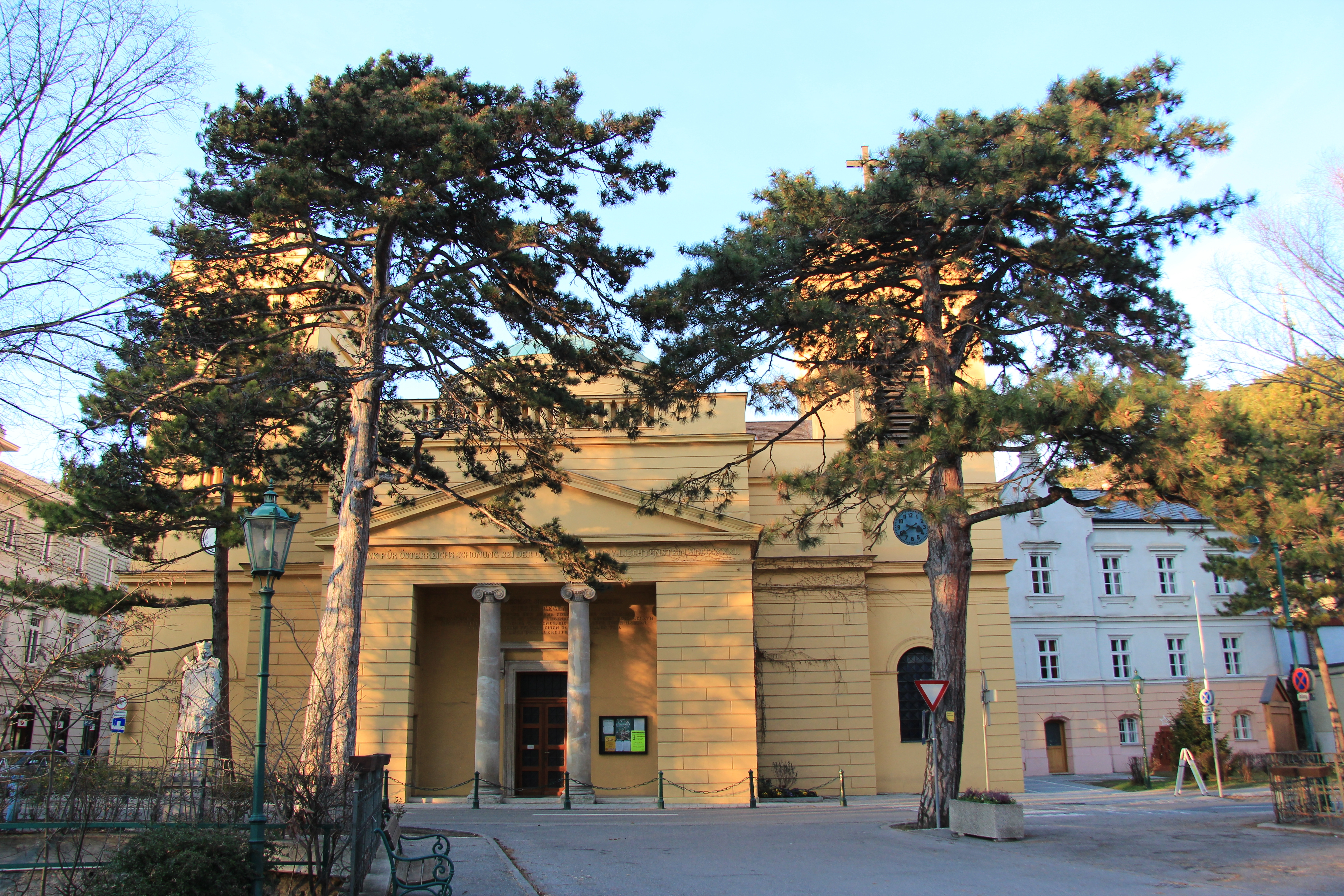
Pfarrkirche hl. Johannes der Täufer in Hinterbrühl

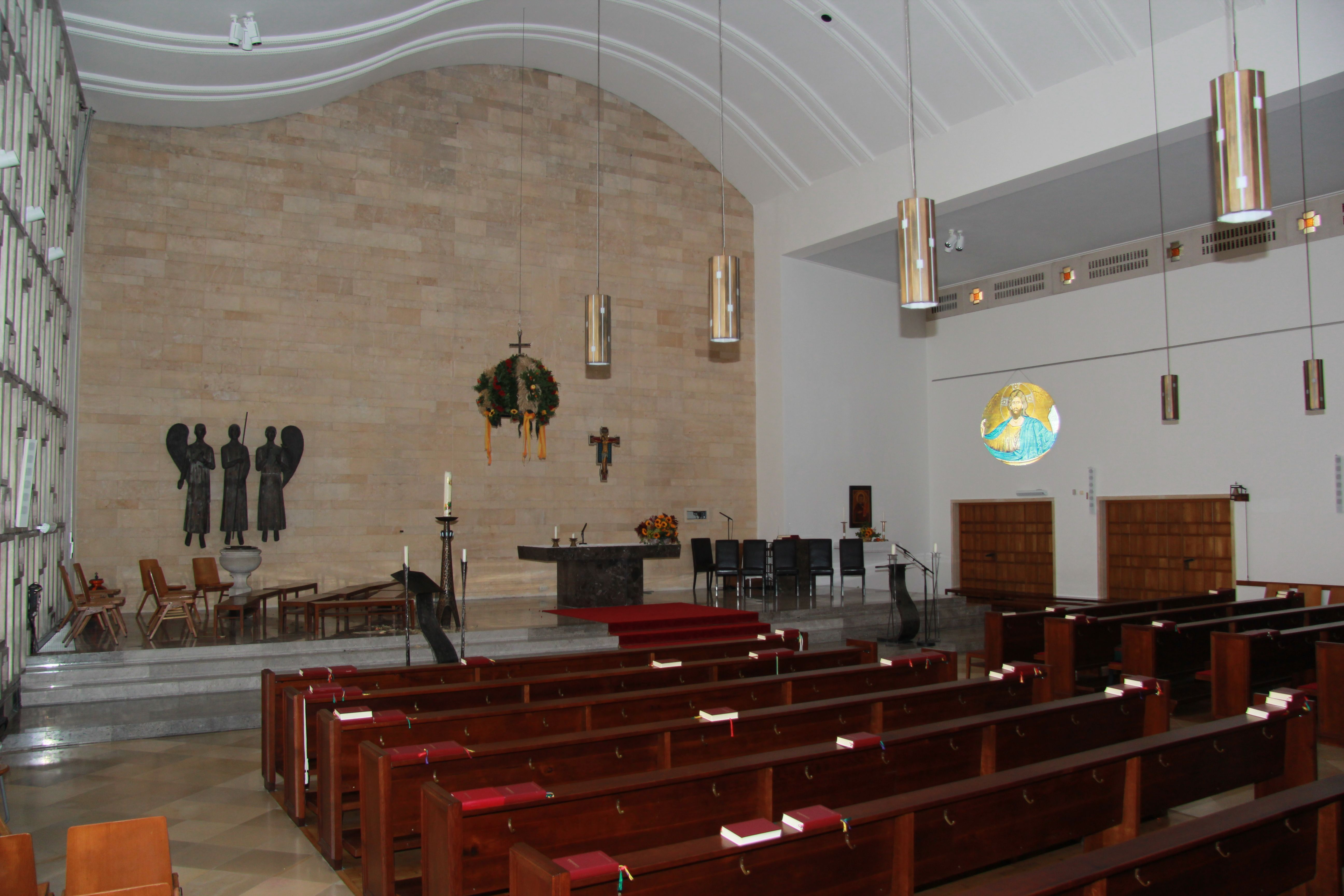
Innenraum

Die römisch-katholische Pfarrkirche Hinterbrühl steht in der Gemeinde Hinterbrühl im Bezirk Mödling in Niederösterreich. Sie ist dem heiligen Johannes der Täufer geweiht und gehört zum Dekanat Mödling im Vikariat Unter dem Wienerwald der Erzdiözese Wien. Das Bauwerk steht unter Denkmalschutz.

## Geschichte
Der Ort wurde um 1182/85 erstmals erwähnt. Das Stift Heiligenkreuz und die Liechtenstein hatten Besitzungen. 1529 und 1683 wurde der Ort durch die Türken zerstört. Seit 1807/08 waren die Liechtenstein die Grundherren. 1783 ernannte Joseph II. die Kirche zu einer Lokalkurie, 1868 wurde Hinterbrühl eigene Pfarre.
Eine kleine Vorgängerkapelle mit einem Holzturm wurde 1724 bis 1735 durch eine gemauerte Kirche ersetzt und dem Hl. Veit gewidmet.
1830 wurde die alte Kirche bis auf den Turm und den Hochaltar abgetragen. Fürst Johann I. von Liechtenstein ließ eine neue klassizistische Kirche mit zwei Türmen nach Plänen von Franz Honnegger errichten, die 1834 geweiht wurde. 1959 bis 1961 wurde der nördliche Kreuzarm abgebrochen und nach Plänen von Erich Boltenstern um ein Langhaus erweitert. 
2009 wurde die Kirche renoviert. 
Die Orgel von 1962 von Walcker-Mayer in Guntramsdorf befindet sich in einem Gehäuse von 1908 von Josef Ullmann.